# Химна Науруа
Науру, наша домовино (енгл. Nauru, our homeland, нау. Nauru Bwiema) је национална химна острвске државе Науру смештене у Тихом океану. Усвојена је после проглашења независности Републике Науру 1968. године. Речи химне је написала Маргарет Хендри, док је музику компоновао Лоренс Хенри Хикс.